# نصف المحور الأكبر والأصغر

نصف المحور الأكبر (a) والأصغر (b) لقطع ناقص

المحور الرئيسي في القطع الناقص هو القطر الأكبر والذي يمر في مركزه وبؤرتيه وينتهي على أوسع نقطة على محيط القطع.
هكذا فإن نصف المحور الرئيسي (أو نصف المحور الأكبر) هو أحد نصفي المحور الرئيسي بحيث يبدأ من المركز مارا في أحد بؤرتيه منتهيا على محيط القطع. نصف المحور الثانوي (أو نصف المحور الأصغر) للقطع الناقص أو القطع الزائد هو قطعة مستقيمة تكون عمودية على شبه المحور الرئيسي وله طرف واحد في وسط القطع المخروطي. بالنسبة للحالة الخاصة للدائرة، فإن أطوال نصف المحاور متساوية مع نصف قطر الدائرة.
يرتبط نصف المحور الرئيسي مع نصف المحور الأصغر b واللا مركزية e ونصف الوتر العمودي البؤري ℓ بالعلاقة:
{\displaystyle b=a{\sqrt {1-e^{2}}},\,}
{\displaystyle \ell =a(1-e^{2}),\,}
{\displaystyle a\ell =b^{2}.\,}

## علم الفلك
يُستخدم نصف المحور الرئيسي في علم الفلك لوصف مدارات الأجرام السماوية، حيث يُعد أحد أهم الخصائص المدارية للأجرام. ويُمثل نصف المحور الرئيسي في المدارات الفلكية متوسط بعد جرم ما عن مركز الكتلة الذي يدور حوله، أي أنه المقدار الوسط بين الحضيض والأوج. ولذا فله أهمية كبيرة في حساب الزمن المداري وغيره للأجرام الفلكية.